# Flávia Alessandra
Flávia Alessandra Martins da Costa (Rio de Janeiro, 7 de junho de 1974) é uma atriz e advogada brasileira, de ascendência portuguesa. Consagrada na televisão por suas personagens Lívia (Porto dos Milagres), Cristina (Alma Gêmea), Dafne (Caras & Bocas), Naomi (Morde & Assopra) e Sandra (Êta Mundo Bom! e Êta Mundo Melhor!).

## Biografia
Flávia Alessandra é filha de uma professora, Rachel de Melo Martins da Costa, e de um comandante da marinha, Hélio Lima da Costa. É a filha caçula, e possui dois irmãos: Keila e Hélio Júnior. Nascida na cidade do Rio de Janeiro e criada em Arraial do Cabo, na região dos lagos, no litoral fluminense, Flávia tem nacionalidade portuguesa, adquirida graças a seu avô paterno português, natural de Ponte de Lima. Seus outros avós são brasileiros, mas são todos filhos de portugueses.
Aos 17 anos, em busca de melhores condições de vida, mudou-se com sua família para o Rio de Janeiro, onde prestou vestibular para Comunicação Social e Direito, passando nos dois cursos, na Universidade do Estado do Rio de Janeiro, passando a frequentar os dois cursos ao mesmo tempo, um pela manhã e o outro à noite. Após cursar três anos de Comunicação Social, abandonou o curso. Formou-se em bacharel de Direito e conseguiu formar-se como advogada, ao passar na prova de seleção e tirar a carteira da OAB (Ordem dos Advogados do Brasil). Montou um escritório e atuou por alguns anos na profissão, fazendo curso de teatro paralelamente ao trabalho de advogada. Ao formar-se como atriz, optou por seguir seu desejo, que sempre foi atuar.

## Carreira
Estreou na televisão com a telenovela Top Model (1989), pelo concurso do Domingão do Faustão, Melhor de Três, ficando em primeiro lugar, e deixando Adriana Esteves e Gabriela Duarte, em 2° e 3° Lugar. No final, as três participaram da novela. Em 1990, fez uma participação no filme Boca de Ouro com o Walter Avancini dirigindo. Em 1995, participou da novela História de Amor, interpretando a personagem Sônia. Em 1997, viveu a personagem Dorothy Williams Mackenzie na novela A Indomada. Em 1998, participou da novela Meu Bem Querer, onde interpretou Lívia, uma das vilãs da trama. No mesmo ano, participou também dos episódios da série Mulher. Em 2001 viveu a sua primeira protagonista em horário das 21 horas: Lívia Proença de Assunção de Porto dos Milagres, e em 2002 interpretou mais uma personagem chamada Lívia, a protagonista de O Beijo do Vampiro, uma dona-de-casa cercada por vampiros. Em 2003, atuou no filme Por Um Fio ao lado de Tarcísio Filho. No ano seguinte, o curta-metragem, Pato com Laranja.

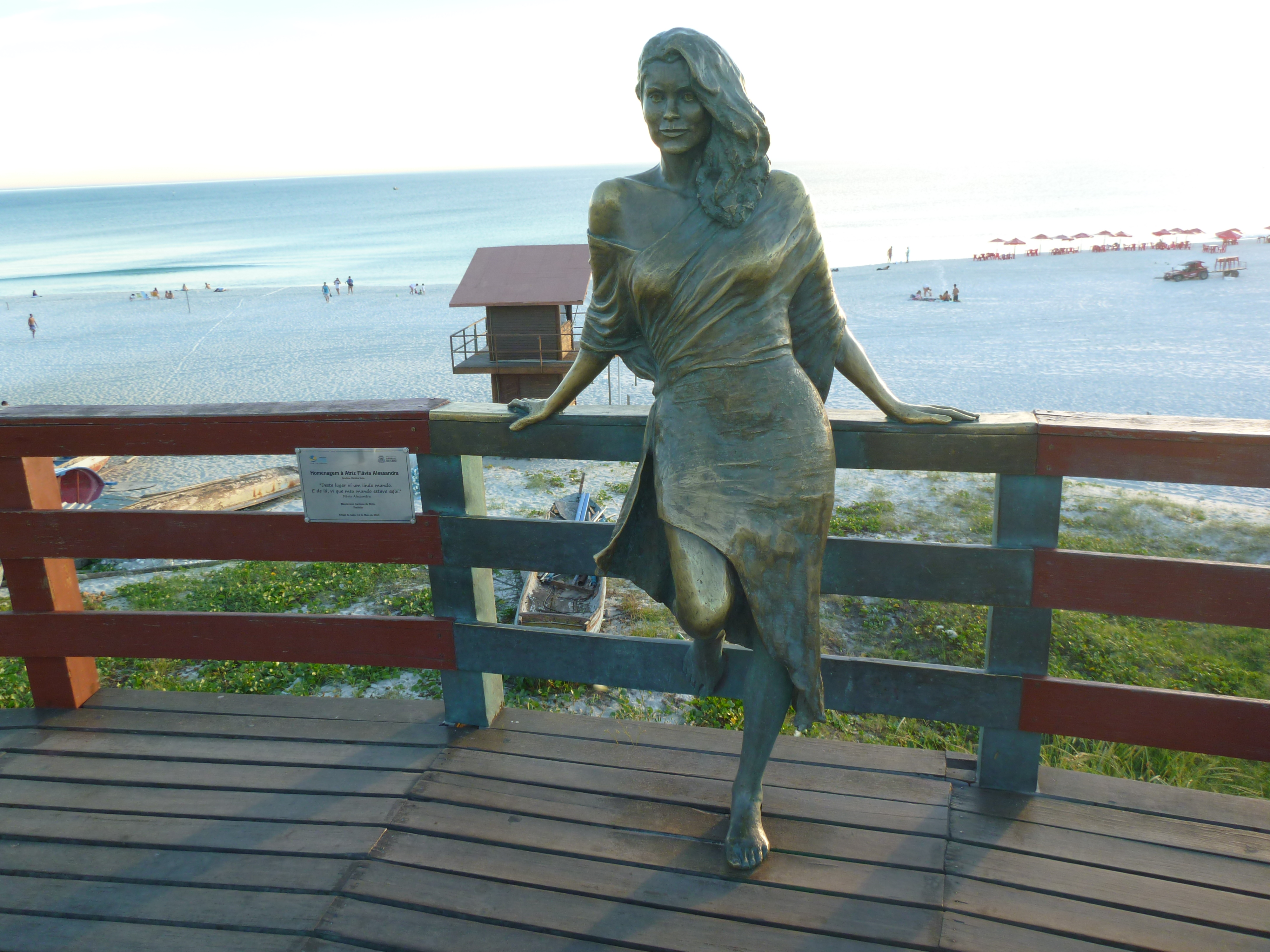
Em 2013, a atriz ganhou uma estátua em sua homenagem em Arraial do Cabo

No ano de 2005, integra no elenco de Alma Gêmea, novela do horário das 18 horas, interpretando a grande vilã Cristina. A personagem lhe rendeu muitos elogios por sua atuação e a novela conquistou uma das melhores audiências da teledramaturgia brasileira. Logo após, a atriz posou para a edição de 31° aniversário da revista Playboy, em agosto de 2006, num ensaio fotografado por J.R. Duran.
Em 2006-2007, interpretou a personagem cômica Vanessa em Pé na Jaca, que fez muito sucesso  com suas roupas e acessórios entre o público feminino. Ainda em 2007, integrou o elenco da novela Duas Caras, onde interpretou a dançarina Alzira, uma personagem que na sinopse não teria destaque na trama, mas que por conta do sucesso que fez, ganhou bastante espaço na novela, se tornando uma das protagonistas da trama.
Em 2009, entra para o horário das 19 horas, em Caras & Bocas, interpretando a protagonista Dafne, outra personagem de muito sucesso em sua carreira. A personagem seria de Priscila Fantin, mas com a recusa da atriz, o papel ficou para Flávia Alessandra. Em dezembro do mesmo ano, posou pela segunda vez para a Playboy. Em 2011, volta para o horário das 19 horas, em Morde & Assopra, interpretando duas personagens principais da trama: Naomi humana e Naomi robô. Em 2012, voltou ao horário das 21 horas, na novela Salve Jorge, como a veterinária e tenente da cavalaria Érica. Em 2013, volta para o horário das 19 horas, em Além do Horizonte, na qual interpretou Heloísa, a mãe da protagonista Lili, interpretada por Juliana Paiva. Em janeiro de 2015, fechou o trio de apresentadores do Caldeirão de Ouro ao lado de Jorge Fernando e Luciano Huck. Em seguida, apresenta o quadro: O Mundo secreto dos bebês - Aprendendo a Falar'. Em 2016, voltou ao horário das 18 horas, na novela Êta Mundo Bom!, interpretando a vilã Sandra. Em 2018, retorna às novelas em O Sétimo Guardião, onde interpreta Rita de Cássia, uma mulher sensual e misteriosa.
Em 2020, volta à televisão na novela Salve-se Quem Puder, onde interpreta uma das protagonistas da trama, a socialite Helena.

## Vida pessoal
Flávia foi casada de 1992 a 2002 com o diretor Marcos Paulo, com quem teve sua primeira filha, Giúlia Martins Simões, nascida em 25 de fevereiro de 2000.
Em 14 de outubro de 2006 se casou com o ator Otaviano Costa. Dessa união, teve sua segunda filha, Olívia Martins da Costa, nascida em 5 de outubro de 2010. Suas duas filhas nasceram de parto cesariana, no Rio de Janeiro.

## Filmografia

### Televisão
| Ano  | Título                   | Papel                              | Notas                                      |
| ---- | ------------------------ | ---------------------------------- | ------------------------------------------ |
| 1989 | Domingão do Faustão      | Participante                       | Quadro: "Melhor de Três"                   |
| 1989 | Top Model                | Tânia                              |                                            |
| 1990 | Mico Preto               | Francisca                          | Episódio: "30 de novembro"                 |
| 1993 | Sonho Meu                | Inês                               |                                            |
| 1994 | Pátria Minha             | Cláudia                            |                                            |
| 1995 | História de Amor         | Sônia Toledo (Soninha)             |                                            |
| 1997 | A Indomada               | Dorothy Williams Mackenzie         |                                            |
| 1998 | Meu Bem Querer           | Lívia Maciel                       |                                            |
| 1998 | Mulher                   | Gabi                               | Episódio: "Família"                        |
| 1999 | Mulher                   | Luana                              | Episódio: "Pai de Família"                 |
| 2000 | Aquarela do Brasil       | Beatriz                            |                                            |
| 2000 | Você Decide              | Ela mesma                          | Episódio "Aluga-se uma Aliança"            |
| 2001 | Porto dos Milagres       | Lívia Ferreira Proença de Assunção |                                            |
| 2002 | O Beijo do Vampiro       | Lívia Marques                      |                                            |
| 2002 | O Beijo do Vampiro       | Princesa Cecília Bourbon (1ª fase) | Episódio: "26 de agosto"                   |
| 2004 | Da Cor do Pecado         | Helena Silva (Lena)                | Episódios: "14–24 de agosto"               |
| 2004 | Carga Pesada             | Catarina                           | Episódio: "Vítimas do Silêncio"            |
| 2004 | Linha Direta             | Maria de Lourdes Calmon            | Episódio: "Crime das Irmãs Poni"           |
| 2004 | Sítio do Picapau Amarelo | Branca Flor                        | Episódio: "O Rodeio"                       |
| 2004 | A Diarista               | Diana                              | Episódio: "Separações"                     |
| 2005 | Alma Gêmea               | Cristina Ávilla Saboya             |                                            |
| 2006 | Pé na Jaca               | Vanessa Fortuna                    |                                            |
| 2006 | A Diarista               | Silvana                            | Episódio: "Aquele da Amante"               |
| 2006 | Minha Nada Mole Vida     | Clara                              | Episódio: "Olha o Carnavalzeta Aí, Gente!" |
| 2006 | Retrato Falado           | Dorinha                            | Episódio: "Noêmia"                         |
| 2006 | Os Amadores              | Camila                             | Episódio: "22 de dezembro"                 |
| 2007 | Duas Caras               | Alzira Correia Melgaço (Alzirão)   |                                            |
| 2008 | Casos e Acasos           | Gilda                              | Episódio: "O Teste, o Gato e o Rejeitado"  |
| 2008 | Nada Fofa                | Solange da Conceição               | Especial de final de ano                   |
| 2009 | Caras & Bocas            | Dafne Bastos Conti da Silva        |                                            |
| 2010 | Ti Ti Ti                 | Ela mesma                          | Episódio: "29 de julho"                    |
| 2011 | Morde & Assopra          | Naomi Gusmão Sampaio               |                                            |
| 2011 | Morde & Assopra          | Naomi (versão robô)                |                                            |
| 2012 | Salve Jorge              | Érica Castro                       |                                            |
| 2013 | Além do Horizonte        | Heloísa Barcelos Vilar (Helô)      |                                            |
| 2015 | Fantástico               | Repórter                           | Quadro: "O Mundo Secreto dos Bebês"        |
| 2015 | Caldeirão de Ouro        | Apresentadora                      | Especial de fim de ano                     |
| 2016 | Êta Mundo Bom!           | Sandra Sampaio Carneiro            |                                            |
| 2018 | O Sétimo Guardião        | Rita de Cássia Machado             |                                            |
| 2020 | Salve-se Quem Puder      | Helena Furtado Santamarina         |                                            |
| 2022 | Domingão com Huck        | Jurada                             | Quadro: "Acredite em Quem Quiser"          |
| 2024 | Família É Tudo           | Ela mesma                          | Episódio: "17 de abril"                    |
| 2024 | Ilha da Tentação         | Apresentadora                      |                                            |
| 2025 | Show 60 Anos             | Cristina Ávilla Saboya             | Especial                                   |
| 2025 | Êta Mundo Melhor!        | Sandra Sampaio Carneiro            | Episódios: "1–14 de julho"                 |

### Cinema
| Ano  | Título                              | Papel               | Nota           |
| ---- | ----------------------------------- | ------------------- | -------------- |
| 1990 | Boca de Ouro                        | Participação        |                |
| 2003 | Por Um Fio                          | Carolina            |                |
| 2004 | Pato com Laranja                    | Mulher              | Curta-metragem |
| 2006 | No Meio da Rua                      | Márcia              |                |
| 2006 | Selvagem                            | Bridget (voz)       | Dublagem       |
| 2007 | O Homem que Desafiou o Diabo        | Mãe de Pantanha     |                |
| 2010 | De Pernas pro Ar                    | Danielle Santucci   |                |
| 2011 | Não Se Preocupe, Nada Vai Dar Certo | Flora               |                |
| 2013 | Nelson Ninguém                      | Cindy Love          |                |
| 2017 | Doidas e Santas                     | Valéria             |                |
| 2017 | Polícia Federal: A Lei É para Todos | Beatriz             |                |
| 2018 | Os Incríveis 2                      | Evelyn Deavor (voz) | Dublagem       |
| 2018 | O Amor Dá Trabalho                  | Elisângela          |                |
| 2022 | Red: Crescer é uma Fera             | Ming Lee (voz)      | Dublagem       |
| 2024 | Vidente por Acidente                | Ela mesma           |                |

### Videoclipes
| Ano  | Canção            | Artista                   |
| ---- | ----------------- | ------------------------- |
| 2001 | "Passou da Conta" | Zezé Di Camargo & Luciano |
| 2020 | "Localizei"       | Ivete Sangalo             |

### Internet
| Ano  | Título         | Personagem    |
| ---- | -------------- | ------------- |
| 2024 | Lia & Léo      | Lia           |
| 2025 | Pé no Sofá Pod | Apresentadora |

## Prêmios e indicações
| Ano  | Prêmio                                       | Categoria                         | Obra               | Resultado |
| ---- | -------------------------------------------- | --------------------------------- | ------------------ | --------- |
| 2002 | Prêmio Contigo! de TV                        | Melhor Par Romântico              | Porto dos Milagres | Indicada  |
| 2003 | Prêmio Contigo! de TV                        | Melhor Par Romântico              | O Beijo do Vampiro | Indicada  |
| 2003 | Prêmio Contigo! de TV                        | Melhor Atriz                      | O Beijo do Vampiro | Indicada  |
| 2005 | Prêmio Extra de Televisão                    | Melhor Atriz                      | Alma Gêmea         | Indicada  |
| 2005 | Melhores do Ano Minha Novela                 | Melhor Vilão/Vilã (como Cristina) | Alma Gêmea         | Venceu    |
| 2005 | Melhores do ano - site "Portal O Planeta TV" | Melhor Vilã (como Cristina)       | Alma Gêmea         | Venceu    |
| 2006 | Prêmio Contigo! de TV                        | Melhor Atriz                      | Alma Gêmea         | Indicada  |
| 2006 | Prêmio Qualidade Brasil                      | Melhor Atriz                      | Alma Gêmea         | Indicada  |
| 2007 | Prêmio Contigo! de TV                        | Melhor Atriz Coadjuvante          | Pé na Jaca         | Indicada  |
| 2007 | Prêmio Qualidade Brasil                      | Melhor Atriz Coadjuvante          | Pé na Jaca         | Indicada  |
| 2007 | Meus Prêmios Nick                            | Atriz Favorita                    | Pé na Jaca         | Indicada  |
| 2008 | Prêmio Contigo! de TV                        | Melhor Atriz Coadjuvante          | Duas Caras         | Indicada  |
| 2008 | Prêmio Tudo de Bom! - Jornal "O Dia"         | Musa                              | Duas Caras         | Venceu    |
| 2009 | Prêmio Extra de Televisão                    | Melhor Atriz                      | Caras & Bocas      | Indicada  |
| 2009 | Prêmio Arte Qualidade Brasil                 | Melhor Atriz                      | Caras & Bocas      | Indicada  |
| 2012 | Prêmio Contigo! de TV                        | Melhor Atriz de Novela            | Morde & Assopra    | Indicada  |
| 2015 | Sociedade Brasileira de Odontologia Estética | Sorriso do Ano                    | Homenagem          | Venceu    |
| 2016 | Melhores do Ano Minha Novela                 | Melhor Vilão/Vilã (como Sandra)   | Êta Mundo Bom!     | Indicada  |